# Miloslav Kaňák
Miloslav Kaňák (17. února 1917 Bakov nad Jizerou – 24. ledna 1985 Praha) byl český teolog, duchovní Církve československé husitské, církevní historik, publicista, editor, profesor a děkan Husovy československé bohoslovecké fakulty v Praze.

## Život
Po složení maturitní zkoušky na gymnáziu v Klatovech (1937) začal studovat teologii na Husově československé evangelické fakultě bohoslovecké (HČEBF), vzhledem k násilnému uzavření českých vysokých škol (1939) však studia dokončil až v roce 1945. V letech 1939–1941 vyučoval náboženství na pražských školách. Na kněze CČS vysvěcen 1941, poté ustanoven farářem v náboženské obci Praha-Vysočany, kde setrval až do skončení války. V roce 1944 sňatek s katechetkou Alenou, rozenou Fišerovou, syn Bohdan (* 1958).
V roce 1945 se stal asistentem na katedře církevních dějin HČEBF, kterou vedl prof. F. M. Bartoš a 20. 5. 1946 zde získal na základě obhájené disertační práce Th. a PhDr. Frant. Loskot, život a dílo kněze-modernisty doktorát teologie. Následující dva roky (1947–1949) studoval na metodistické Drew University v Madisonu / USA. Po návratu do vlasti se na své mateřské fakultě habilitoval spisem o katolickém modernismu a v roce 1950 byl jmenován profesorem církevních a všeobecných dějin na nově zřízené Husově československé bohoslovecké fakultě, kde nepřetržitě působil až do svého odchodu do důchodu (1981); v letech 1958–1966 a 1972–1976 stál v jejím čele ve funkci děkana.
Na Filozofické fakultě Univerzity Karlovy (1952) mu byl na základě obhájení disertační práce o Josefu Dobrovském udělen doktorát filozofie. Jeho rozsáhlá vědecká, pedagogická a osvětová práce, včetně hostování na zahraničních univerzitách, byla mj. oceněna čestným členstvím od Manchester College v Oxfordu a udělením čestného doktorátu teologie na Meadville Lombard Theological School v Chicagu (1974).

## Dílo
Předmětem jeho vědecké, badatelské, ediční a publicistické činnosti byla zejména témata z obecných církevních dějin, husitství, české reformace, národního obrození a vzhledem k teologickému i konfesnímu zaměření také historie Církve československé /husitské/.
Jak uvádí jeho biografický portrét na stránkách Filozofické fakulty UK, bibliografie prof. Dr. Miloslava Kaňáka obsahuje více než 1100 prací, od velkých syntetizujících učebních textů (Čechové a křesťanské náboženství I – III, Přehled dějin mimokřesťanských náboženství, Křesťanské církve, denominace a sekty, Z dějin světových zápasů o pokrok na poli náboženském I – II), přes monografie (mezinárodního uznání pro svou odbornou hodnotu dosáhly zvláště John Viklef z roku 1973 a Jan Milíč z Kroměříže, 1975, které byly přeloženy do němčiny a angličtiny), až po díla popularizující českou reformační minulost a její historii na celostátní i regionální úrovni.
Pro českou kulturu je významná i jeho ediční činnost, v jejímž rámci inicioval nebo se spolupodílel na vydávání českého znění předhusitských, husitských a reformačních literárních památek, kázání a bohoslužebných textů. V náboženských obcích CČSH i ve sborech evangelických uskutečnil řadu ekumenicky zaměřených popularizačních přednášek, zaměřených na nejrůznější, mnohdy kontroverzní dějinné události.

## Výběrová bibliografie

### Knihy a skripta
- Církev československá v historickém vývoji a přehledu. Praha 1946
- Ve znamení kříže a kalicha: Dvacet dvě kapitolky z náboženského výboje křesťanského lidstva. Praha 1946
- Cesta národa k Bílé Hoře: J. A. Komenský (S Bohumilem Nepovímem). Praha 1949
- Úsilí o vnitřní svobodu náboženskou a náboženské názory Josefa Dobrovského. Praha 1950
- Dr. Karel Farský: O životě a díle prvního patriarchy církve československé. Praha 1951
- Z dějin reformního úsilí českého duchovenstva. Praha 1951
- Čechové a křesťanské náboženství I. díl. Praha 1951
- Čechové a křesťanské náboženství II. díl (S Olgou Peškovou). Praha 1953
- Čechové a křesťanské náboženství III. díl. Praha 1953
- Přehled dějin mimokřesťanských náboženství. Praha 1954
- Významné postavy staré Jednoty bratrské a jejich dílo. Praha 1957
- Křesťanské církve, denominace a sekty. Praha 1958
- Významné postavy husitského revolučního hnutí. Praha 1960
- Z dějin světových zápasů o pokrok na poli náboženském (Katolický modernismus). Praha 1961
- Významné osobnosti obecných dějin církevních. Praha 1964
- John Viklef: život a dílo anglického Husova předchůdce. Praha 1973
- Milíč z Kroměříže. Praha 1975
- Z dějin světových zápasů o pokrok na poli náboženském 2. díl (Reformní proudy v 19. a na počátku 20. století). Praha 1982
- Průvodce po památkách reformačních církví ČSR (S Petrem Pokorným). Praha 1984

### Sborníky
- Výzvy k míru v průběhu československých dějin. Praha 1960
- Hus stále živý / Sborník studií k 550. výročí Husova upálení. Praha 1965
- Československá církev a Jednota bratrská / Sborník prací k 500. výročí staré Jednoty bratrské. Praha 1967
- Padesát let Československé církve / Sborník studií pracovníků Husovy fakulty, věnovaný půlstoletí CČs. Praha 1970

### Studie, eseje a články
- Vycházely zejména v dvouměsíčníku Náboženská revue církve československé (Theologická revue CČSH), týdeníku Český zápas a v kalendáři Blahoslav ; cizojazyčně pak v časopisech Acta Comeniana, Standpunkt a Modern Churchman.

### Edice
- Jan Hus: Česká kázání sváteční. Praha 1952
- Jan Amos Komenský: Historie o těžkých protivenstvích církve české. Praha 1952
- Postily / Karel Farský. Praha 1952
- Matěj z Janova: Výbor z Pravidel Starého a Nového zákona. Praha 1954
- Staré letopisy české z rukopisu Křižovnického (S Františkem Šimkem). Praha 1959

### Jubilejní tisk
- Václav Kadeřávek: 60 let prof. ThDr. a PhDr. Miloslava Kaňáka / Životopisná črta se soupisem jeho prací. Praha 1977